# Yuncos

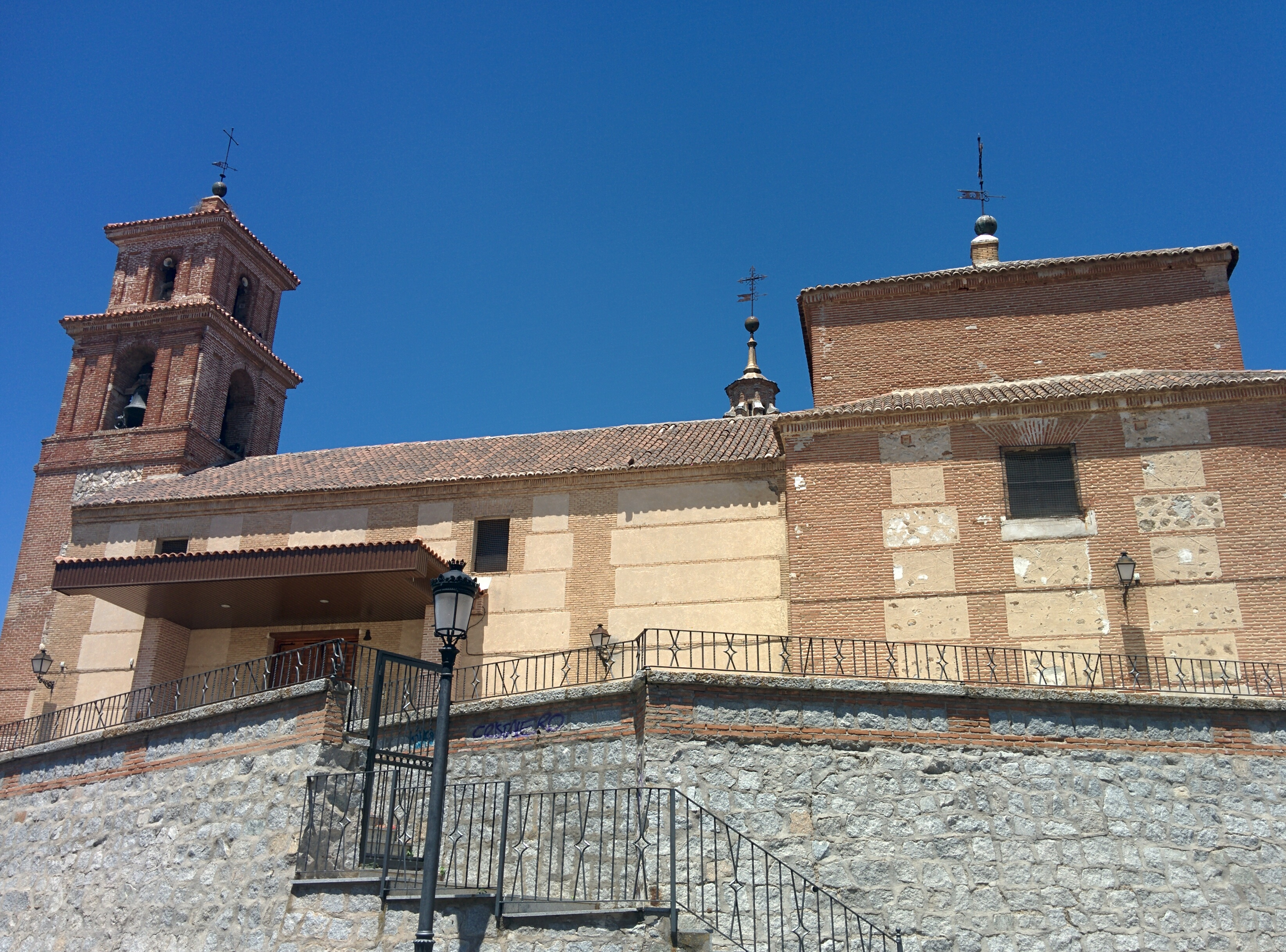
Yuncos – Iglesia de San Juan Bautista

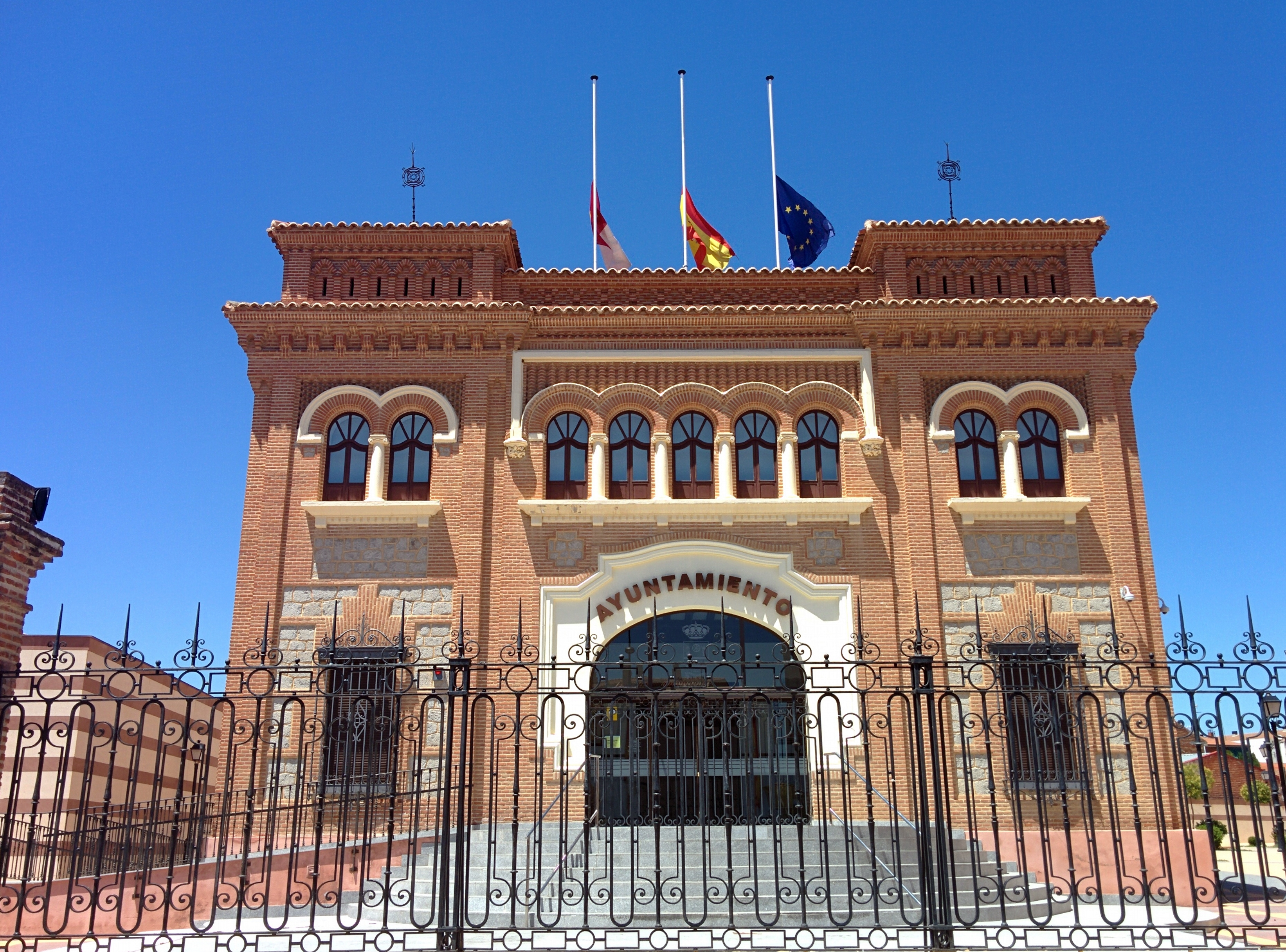
Yuncos – Rathaus (ayuntamiento)

Yuncos ist eine zentralspanische Stadt und eine Gemeinde (municipio) mit 12.831 Einwohnern (Stand: 2024) im Norden der Provinz Toledo in der Autonomen Gemeinschaft Kastilien-La Mancha.

## Lage und Klima
Die Stadt Yuncos liegt am Kreuzungspunkt der Autovía A-42 mit anderen Straßen ca. 45 km (Fahrtstrecke) südwestlich von Madrid in einer Höhe von ca. 550 m; die Entfernung nach Toledo beträgt ca. 30 km in südwestlicher Richtung. Das Klima ist im Winter rau, im Sommer dagegen gemäßigt bis warm; der eher spärliche Regen (ca. 390 mm/Jahr) fällt – mit Ausnahme der Sommermonate – übers Jahr verteilt.

## Bevölkerungsentwicklung
| Jahr      | 1857 | 1900 | 1950  | 2000  | 2020   |
| Einwohner | 485  | 600  | 1.113 | 3.760 | 11.646 |

Vergleichsweise niedrige Grundstückspreise und Mieten haben in der zweiten Hälfte des 20. Jahrhunderts zu einem Zuzug von Menschen aus ländlichen Gegenden, aber auch aus der Stadt Madrid geführt.

## Wirtschaft
Jahrhundertelang lebten die Bewohner des Ortes als Selbstversorger von der Landwirtschaft in der Umgebung; im Ort selbst siedelten sich auch Händler, Handwerker und Dienstleister aller Art an. Inzwischen sind auch kleinere und mittlere Industrieunternehmen hinzugekommen. Die diversen Verkehrsverbindungen nach Madrid und Toledo werden täglich von tausenden Pendlern genutzt.

## Geschichte
Frühgeschichtliche, keltische, römische und selbst maurische Funde wurden bislang nicht gemacht. Im Jahr 1085 eroberte König Alfons VI. die alte Hauptstadt Toledo aus den Händen der Mauren zurück (reconquista). Trotz erneuter Vorstöße der marokkanischen Almoraviden und später der Almohaden begann eine Phase der Wiederbesiedlung (repoblación) der Gegend mit Christen aus dem Norden und Süden der Iberischen Halbinsel. Das erste Mal wurde ein Bauernhof in Yuncos im Jahr 1181 erwähnt. Im Jahr 1634 trennte sich Yuncos von Toledo.

## Sehenswürdigkeiten
- Die im 16. Jahrhundert im Mudéjar-Stil aus Bruch- und Ziegelsteinen erbaute Iglesia de San Juan Bautista präsentiert im Innern einen barocken Hochaltar aus der Zeit um 1725/30.
- Das repräsentative Rathaus (ayuntamiento) ist ein Bau des beginnenden 20. Jahrhunderts.

## Feiertage
Für die zwei Schutzpatrone von Yuncos gibt es folgende Feiertage:
- 3. bis 6. Februar: Feier zu Ehren von San Blas, des Schutzpatrons von Yuncos
- 8. bis 14. September: Feier der Schutzpatronin Virgen del Consuelo